# 2011 World Tour
2011 World Tour är en konsertturné med Roxette.

## Konserter
- 28 februari 2011 - Tatneft Arena, Kazan, Ryssland
- 3 mars 2011 - Palace of Sports, Samara, Ryssland
- 5 mars 2011 - Palace of Sports, Jekaterinburg, Ryssland
- 7 mars 2011 - Siberia Arena, Novosibirsk, Ryssland
- 10 mars 2011 - Exhibition Center, Kiev, Ukraina
- 12 mars 2011 - Minsk Arena, Minsk, Vitryssland
- 14 mars 2011 - Siemens Arena, Vilnius, Litauen
- 16 mars 2011 - Riga Arena, Riga, Lettland
- 2 april 2011 - Velodromo, Montevideo, Uruguay
- 4 april 2011 - Estadio Luna Park, Buenos Aires, Argentina
- 5 april 2011 - Estadio Luna Park, Buenos Aires, Argentina
- 7 april 2011 - Orfeo, Córdoba, Argentina
- 9 april 2011 - Movistar Arena, Santiago, Chile
- 12 april 2011 - Pepsi on Stage, Porto Alegre, Brasilien
- 14 april 2011 - Credicard Hall, São Paulo, Brasilien
- 16 april 2011 - Citibank Hall, Rio de Janeiro, Brasilien
- 17 april 2011 - Chevrolet Hall, Belo Horizonte, Brasilien
- 19 april 2011 - Credicard Hall, São Paulo, Brasilien
- 8 maj 2011 - Grand Arena, Kapstaden, Sydafrika
- 10 maj 2011 - Grand Arena, Kapstaden, Sydafrika
- 11 maj 2011 - Grand Arena, Kapstaden, Sydafrika
- 13 maj 2011 - Superbowl, Sun City, Sydafrika
- 14 maj 2011 - Superbowl, Sun City, Sydafrika
- 15 maj 2011 - Superbowl, Sun City, Sydafrika
- 17 maj 2011 - Superbowl, Sun City, Sydafrika
- 20 maj 2011 - World Trade Center, Dubai, Förenade Arabemiraten
- 25 maj 2011 - Macka Kucukciftlik Park, Istanbul, Turkiet
- 27 maj 2011 - Terra Vibe Park, Aten, Grekland
- 29 maj 2011 - Georgi Asparuhov Stadium, Sofia, Bulgarien
- 30 maj 2011 - Zone Arena, Bucharest, Rumänien
- 3 juni 2011 - See-Rock Festival, Graz, Österrike
- 5 juni 2011 - O2 Arena, Prag, Tjeckien
- 6 juni 2011 - Steel Arena, Košice, Slovakien
- 9 juni 2011 - Plenen, Bergen, Norge
- 11 juni 2011 - Zitadelle, Berlin, Tyskland
- 12 juni 2011 - Hessentag, Frankfurt, Tyskland
- 15 juni 2011 - Völkerschlachtsdenkmal, Leipzig, Tyskland
- 16 juni 2011 - Tanzbrunnen, Köln, Tyskland
- 19 juni 2011 - Torwar, Warszawa, Polen
- 24 juni 2011 - Audi Werksgelände, Neckarsulm, Tyskland
- 25 juni 2011 - Audi Sportpark, Ingolstadt, Tyskland
- 27 juni 2011 - CEZ Arena, Ostrava, Tjeckien
- 7 juli 2011 - Stavern Festival, Stavern, Norge
- 9 juli 2011 - Bospop Festival, Weert, Nederländerna
- 14 juli 2011 - Moon and Stars Festival, Locarno, Schweiz
- 16 juli 2011 - Nordkalks Dagbrot, Pargas, Finland
- 18 juli 2011 - Saku Hall, Tallinn, Estland
- 22 juli 2011 - Tivoli, Köpenhamn, Danmark
- 24 juli 2011 - Slottsskogsvallen, Göteborg, Sverige
- 29 juli 2011 - Rådhusplassen, Haugesund, Norge
- 31 juli 2011 - Suikerrock Festival, Tienen, Belgien
- 1 september 2011 - Døgnvill 2011, Tromsø, Norge
- 13 oktober 2011 - TUI Arena, Hannover, Tyskland
- 14 oktober 2011 - Gerry Weber Arena, Halle, Tyskland
- 16 oktober 2011 - SAP Arena, Mannheim, Tyskland
- 17 oktober 2011 - Scheyerhalle, Stuttgart, Tyskland
- 19 oktober 2011 - König-Pilsner Arena, Oberhausen, Tyskland
- 22 oktober 2011 - Exhibition Grounds, Tel Aviv, Israel
- 24 oktober 2011 - O2 World, Berlin, Tyskland
- 25 oktober 2011 - O2 World, Hamburg, Tyskland
- 27 oktober 2011 - Nürnberg Arena, Nürnberg, Tyskland
- 3 november 2011 - Globen, Stockholm, Sverige
- 4 november 2011 - Malmö Arena, Malmö, Sverige
- 15 november 2011 - Wembley Arena, London, Storbritannien
- 18 november 2011 - Palacio Vistalegre, Madrid, Spanien
- 19 november 2011 - Sant Jordi Club, Barcelona, Spanien
- 1 december 2011 - Crocus City Hall, Moskva, Ryssland
- 3 december 2011 - New Arena, Sankt Petersburg, Ryssland